# Halicampus edmondsoni
Halicampus edmondsoni är en fiskart som först beskrevs av Pietschmann 1928.  Halicampus edmondsoni ingår i släktet Halicampus och familjen kantnålsfiskar. Inga underarter finns listade i Catalogue of Life.